# Ernst Udet
Ernst Udet (Fráncfort, 26 de abril de 1896 - Berlín, 17 de noviembre de 1941) fue un militar, aviador, y uno de los grandes ases de combate alemán, promotor e impulsor del desarrollo del Stuka, el aérotransportador Orza y el Heinkel He 100.

## Biografía
Nació en Fráncfort el 26 de abril de 1896, hijo del ingeniero Adolf Udet y de su esposa Paula. Poco después de su nacimiento se mudaron a Múnich. A los 8 años ya se había entusiasmado con los aviones al ver una exhibición aeronáutica y fundó pocos años después un grupo de amigos que se dedicaban a hacer aviones o mejorarlos. Su padre le compró una motocicleta cuando tenía 17 años.

### Primera Guerra Mundial
Nada más empezar la guerra se quiso alistar en el ejército, pero lo rechazaron por ser de baja estatura (160 cm), y lo utilizaron como mensajero en el frente del Este porque tenía motocicleta. En 1915 trabajó como observador y guía de bombardero, y por causar el accidente de un avión que se estrelló le cayeron siete días de prisión. Poco después conseguiría lo que siempre le había fascinado, ser piloto de aviación.
Al final de la guerra se había convertido en uno de los mayores héroes de la aviación alemana. En 1916 logró su primer derribo. A los pocos meses tuvo un enfrentamiento encarnizado con el as de la aviación francesa, Georges Guynemer, en el cual se le encasquillaron las ametralladoras y tuvo que esquivar con dificilísimas maniobras acrobáticas las balas que le disparaba el piloto enemigo durante 8 minutos.
Durante 1917 logró 19 victorias, lo cual hizo que Manfred von Richthofen, el Barón Rojo, se fijara en él y lo incluyera en su "Circo volador". En las misiones junto al Barón y el Jasta 11, llegó a ser condecorado con la Cruz de Hierro y la Cruz Pour le Mérite. Cuando Richthofen murió en combate, Udet estuvo considerado temporalmente como el líder de la aviación alemana, pero fue finalmente Wilhelm Reinhardt quien tomó el mando. Ernst Udet se hizo muy amigo de Hermann Göring.
Al final de la contienda terminó con el rango de teniente y había derribado hasta 62 aviones, solo superado por el Barón Rojo con 80 victorias.

### Después de la guerra

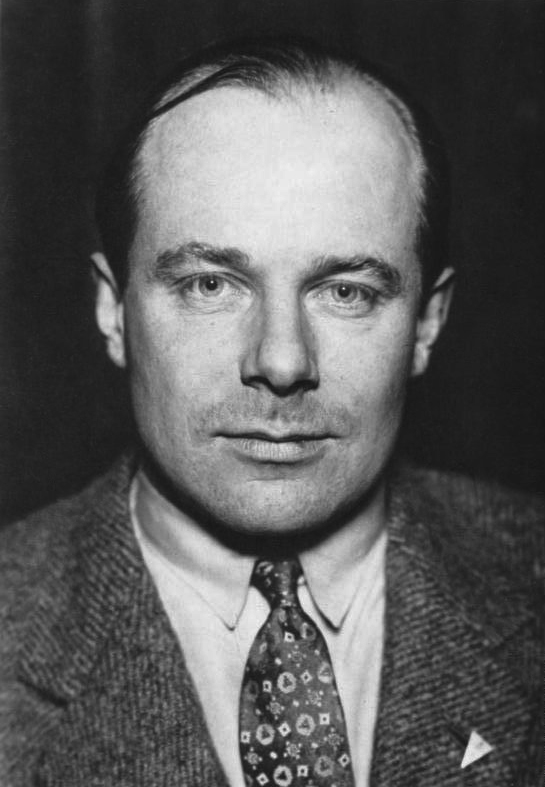
Ernst Udet en 1928.

Entre 1919 y 1920, Udet se dedicó a hacer exhibiciones con aviones, pero se vio obligado a cancelarlas porque el Tratado de Versalles lo impedía.
Poco después viajó a Sudamérica, más concretamente a Argentina, en donde ganó una carrera de aviones desde Rosario hasta Buenos Aires.
Ya de nuevo en Alemania, fundó la compañía Udet-Flugzeugbau para el desarrollo de motores en Múnich, con apoyo del gobierno. En esta compañía construyó con gran éxito el entrenador biplano de dos asientos, Udet U 12Flamingo . Viajó a Estados Unidos, en donde hizo una apuesta con su amante, la actriz canadiense Mary Pickford, que consistía en que Udet recogería el pañuelo de ella, en vuelo, con el ala de su avión, algo que logró. 
En esta época de los felices años veinte se hizo famoso por sus acrobacias, su compañía, sus aventuras amorosas, sus grandes ingestiones de alcohol y sus gastos innecesarios de dinero. Conoció a la famosa cineasta Leni Riefenstahl y actuó en cuatro de sus películas. 
Observó con indiferencia los avances del Nazismo a comienzos de los años treinta. No era hombre al que le interesaran los temas políticos. Sin embargo, fue atraído por su amigo Hermann Göring hacia el NSDAP en 1933. En 1935 se incorporó a la Luftwaffe con el grado de coronel y poco más tarde logró sin esfuerzo el de general. En este mismo año escribe su autobiografía "Mein Fliegerleben".
En 1936 fue nombrado Jefe del Estado Mayor de caza y bombardeo en picado. Göring lo hace responsable del desarrollo técnico de la Luftwaffe. En 1938 establece un nuevo récord mundial de velocidad con su avión Heinkel He 100: 634,32 km/h. El avión será rematriculado como He-100U en su honor. 
En 1939 es nombrado Maestro General de la Aviación, un cargo de gestión técnica que reportaba solo al Mariscal del Aire. Sobre sus hombros recaían las responsabilidades que el propio Mariscal del Aire debía asumir, Göring utilizó sus conocimientos y solo esperaba atrás para cosechar sus triunfos.

### Segunda Guerra Mundial
Recibió la Cruz de Caballero por el éxito de la Luftwaffe en Francia y Polonia debido al Ju 87 Stuka creado por él. Más tarde impulsó el desarrollo de planeadores gigantes para tropas aerotransportadas denominado Orza.
En 1941, es responsabilizado por el fracaso de la Batalla de Inglaterra. Hitler y Hermann Göring le espetaron que debió construir bombarderos de largo alcance y no únicamente aeroplanos que apenas podían cruzar el Canal de la Mancha. Se desanimó y se desencantó del régimen, le sobrevino una fuerte depresión y se refugió de su fracaso en el alcohol, hecho que repercutió en su salud y en su mente.
Las deficiencias de la Luftwaffe en el Frente Oriental hicieron de nuevo culpable a Udet. En realidad Göring usaba a Udet como chivo expiatorio para cubrir su propia inoperancia.

### Muerte

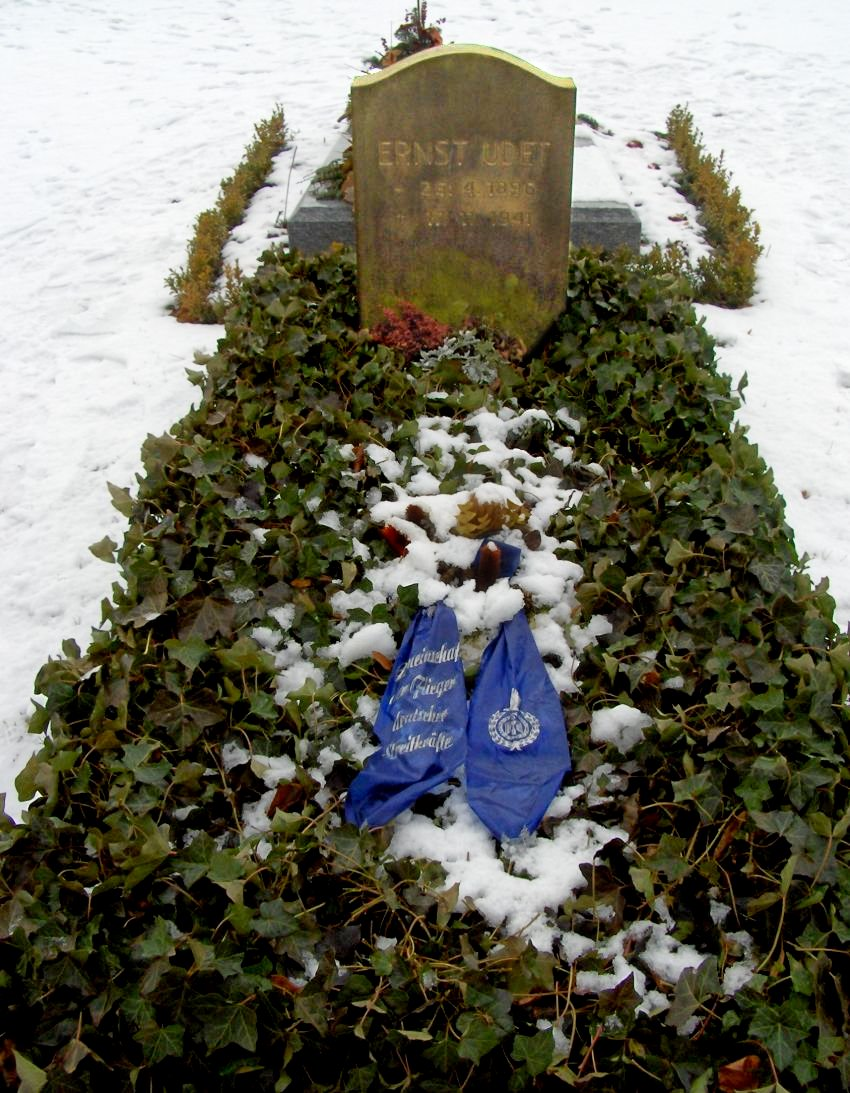
Tumba de Ernst Udet

Se suicidó el 17 de noviembre de 1941 en Berlín después de una fuerte discusión con Hermann Göring tras el fracaso de la Operación León Marino. Se disparó un tiro después de haberse emborrachado. La propaganda nazi encubrió el hecho diciendo que había muerto en un accidente de aviación probando un arma nueva. En su camino para asistir al funeral de Udet, el as de la Segunda Guerra Mundial Werner Mölders murió en un accidente aéreo en Breslau. Udet fue enterrado junto a Manfred von Richthofen en el cementerio Invalidenfriedhof en Berlín, a su vez Mölders fue enterrado junto a Udet.